# Patti Smith Group
Patti Smith Group byla doprovodná kapela zpěvačky Patti Smithové, jedna z legendárních skupin newyorského punku a nové vlny sedmdesátých let.
Složení:
- Patti Smithová – zpěv
- Lenny Kaye – kytara
- Richard Sohl – klávesy
- Ivan Král – kytara, baskytara
- Jay Dee Daugherty – bicí nástroje

## Historie skupiny
Skupina byla založena v roce 1974. Soubor nahrál v rozmezí let 1975–1979 nejslavnější tituly Patti Smithové, kterými jsou Horses, Radio Ethiopia, Easter a Wave. První z nich bylo ještě do jisté míry reminiscencí na produkci newyorské Factory kolem Andyho Warhola v šedesátých letech, především na tvorbu The Velvet Underground (album produkoval jeden z jejích členů John Cale). Další tři alba nesou již jednoznačně originální rukopis, který v sobě skrývá jak naléhavost punkového přístupu, tak specifickou jemnost a poetičnost vedoucí osobnosti souboru. Dá se říci, že Patti Smith Group byla jednou z prvních a objevitelských skupin v rámci punku a nové vlny na americkém kontinentu.

## Diskografie
- Patti Smith: Horses (1975)
- Patti Smith Group: Radio Ethiopia (1976)
- Patti Smith Group: Easter (1978)
- Patti Smith Group: Wave (1979)